# آیچی ایی۳ای
ایی۳ای آیچی (به انگلیسی: Aichi_E3A) یک هواگرد ملخ‌پیشین تک‌موتوره از نوع عملیات شناسایی هواپیمای آب‌نشین ساخت شرکت هاینکل، آیچی کوکوکی است. هواگرد ایی۳ای آیچی نخستین پروازش را در ۱۹۲۹ میلادی انجام داد. در مجموع، تعداد ۱۲ فروند از این هواگرد ساخته شده‌است.